# 24 Ore di Daytona 2021
La 24 Ore di Daytona 2021 è stata la cinquantanovesima edizione della 24 Ore di Daytona, oltre che prima prova valevole per il Campionato IMSA WeatherTech SportsCar 2021 così come il primo di quattro round della Michelin Endurance Cup 2021. Si è tenuta al Daytona International Speedway tra il 30 e il 31 marzo 2021.

## Iscritti
Con l'aggiunta della classe Le Mans Prototype 3 (LMP3), nonostante l'inizio della pandemia di COVID-19, il numero di iscritti alla 24 Ore ha visto un netto miglioramento rispetto allo svolgimento dell'edizione 2020, con 50 iscritti registrati. C'erano sette iscritti nella classe Daytona Prototype International (DPi), dieci in LMP2, sette in LMP3, sei in GT Le Mans (GTLM) e 20 in GT Daytona (GTD). Alcune voci degne di nota includono la Chip Ganassi Racing, che è registrata per partecipare alla classe Daytona Prototype International (DPi) con la Cadillac DPi-V.R: questo segna il ritorno di Chip Ganassi Racing alle competizioni di auto sportive di alto livello in America dopo un anno di assenza dopo il ritiro del programma Ford GTE alla fine della stagione 2019 e la sua prima gara in prototipi dall'edizione 2016 della gara a 24 ore.
Anche la classe Le Mans Prototype 2 (LMP2) ha visto un fiorire di interesse internazionale, con dieci iscrizioni registrate, il numero di iscrizioni più alto da quando LMP2 è diventata una classe a sé stante. Molti dei team, come DragonSpeed, Racing Team Nederland e High Class Racing, sono pilastri del Campionato del mondo endurance. Molti degli elenchi di piloti LMP2 includono piloti di livello mondiale, come Nicolas Lapierre, Giedo van der Garde e Ben Hanley, tra gli altri.
Il conteggio delle iscrizioni scenderebbe a 49 per la gara stessa. Poco prima del fine settimana di test, il proprietario del team della Porsche GT Daytona, il concorrente Black Swan Racing, Tim Pappas, è risultato positivo al COVID-19. L'aveva contratto dopo aver corso nell'evento della 24 ore di Dubai del 2021 due settimane prima. Per precauzione, Pappas ha ritirato l'intera squadra, composta da lui stesso, dal pilota ufficiale Porsche Patrick Pilet, Patrick Lindsey e Larry ten Voorde, anch'essi positivi al COVID-19 poco dopo Pappas.

## Pre-gara
Prima della gara di 24 ore, e in effetti della sessione di test obbligatoria avvenuta una settimana prima, l'IMSA ha pubblicato un bollettino tecnico relativo al Balance of Performance per la 24 Ore di Daytona. Ogni anno una serie unica di vincoli BoP viene determinata esclusivamente per l'evento di 24 ore, a causa delle sfide uniche che la durata della gara comporta rispetto agli altri eventi del calendario IMSA. C'era una grande attenzione sui cambiamenti nelle classi GT. Dopo aver vinto entrambe le edizioni 2019 e 2020 del Rolex, la BMW M8 GTE è stata messa in svantaggio di peso di 10 chilogrammi, insieme a livelli limitati di turbo boost. Nel frattempo, la Porsche 911 RSR e la Chevrolet Corvette C8.R hanno entrambe ricevuto un aumento delle dimensioni dei loro limitatori d'aria, con quest'ultimo reso più leggero di 10 chilogrammi. In GTD, diverse auto hanno cambiato i loro vincoli, in particolare la Porsche 911 GT3 R e la Lamborghini Huracan GT3 vincitrice dell'edizione 2020. Al primo è stato concesso un notevole aumento di peso di 20 chilogrammi e il secondo avrebbe funzionato a livelli di potenza limitati.

## Elenco iscritti
| No. | Squadra                                   | Auto             | Pneumatici | Pilota 1             | Pilota 2           | Pilota 3           | Pilota 4          |
| --- | ----------------------------------------- | ---------------- | ---------- | -------------------- | ------------------ | ------------------ | ----------------- |
| 01  | Cadillac Chip Ganassi Racing              | Cadillac DPi-V.R | M          | Renger van der Zande | Kevin Magnussen    | Scott Dixon        | Marcus Ericsson   |
| 5   | Mustang Sampling / JDC-Miller Motorsports | Cadillac DPi-V.R | M          | Tristan Vautier      | Loïc Duval         | Sébastien Bourdais |                   |
| 10  | Konica Minolta Acura ARX-05               | Acura ARX-05     | M          | Ricky Taylor         | Filipe Albuquerque | Alexander Rossi    | Hélio Castroneves |
| 31  | Whelen Engineering Racing                 | Cadillac DPi-V.R | M          | Felipe Nasr          | Mike Conway        | Luís Felipe Derani | Chase Elliott II  |
| 48  | Ally Cadillac Racing                      | Cadillac DPi-V.R | M          | Jimmie Johnson       | Kamui Kobayashi    | Simon Pagenaud     | Mike Rockenfeller |
| 55  | Mazda Motorsports                         | Mazda RT24-P     | M          | Oliver Jarvis        | Harry Tincknell    | Jonathan Bomarito  |                   |
| 60  | Meyer Shank Racing w/ Curb Agajanian      | Cadillac DPi-V.R | M          | Dane Cameron         | Olivier Pla        | Juan Pablo Montoya | A. J. Allmendiger |

| No. | Squadra                        | Auto           | Pneumatici | Pilota 1        | Pilota 2               | Pilota 3         | Pilota 4            |
| --- | ------------------------------ | -------------- | ---------- | --------------- | ---------------------- | ---------------- | ------------------- |
| 8   | Tower Motorsports by Starworks | Oreca 07       | M          | John Farano     | Gabriel Aubry          | Timothé Buret    | Matthieu Vaxiviere  |
| 11  | WIN Autosport                  | Oreca 07       | M          | Steven Thomas   | Tristan Nunez          | Thomas Merrill   | Matthew Bell        |
| 18  | Era Motorsport                 | Oreca 07       | M          | Dwight Merriman | Kyle Tilley            | Ryan Dalziel     | Paul-Loup Chatin    |
| 20  | High Class Racing              | Oreca 07       | M          | Dennis Andersen | Ferdinand von Habsburg | Anders Fjordbach | Robert Kubica       |
| 29  | Racing Team Nederland          | Oreca 07       | M          | Frits van Eerd  | Giedo van der Garde    | Job van Uitert   | Charles Milesi      |
| 47  | Cetilar Racing                 | Dallara P217   | M          | Roberto Lacorte | Antonio Fuoco          | Andrea Belicchi  | Giorgio Sernagiotto |
| 51  | RWR-Eurasia                    | Ligier JS P217 | M          | Cody Ware       | Salih Yoluç            | Austin Dillon    | Mathieu Jaminet     |
| 52  | PR1/Mathiasen Motorsports      | Oreca 07       | M          | Ben Keating     | Mikkel Jensen          | Scott Huffaker   | Nicolas Lapierre    |
| 81  | DragonSpeed USA LLC            | Oreca 07       | M          | Rob Hodes       | Garett Grist           | Rinus VeeKay     | Ben Hanley          |
| 82  | DragonSpeed USA LLC            | Oreca 07       | M          | Eric Lux        | Devlin DeFrancesco     | Fabian Schiller  | Christopher Mies    |

| No. | Squadra                      | Auto               | Pneumatici | Pilota 1           | Pilota 2      | Pilota 3        | Pilota 4      |
| --- | ---------------------------- | ------------------ | ---------- | ------------------ | ------------- | --------------- | ------------- |
| 6   | Mühlner Motorsports America  | Duqueine M30 - D08 | M          | Laurents Hörr      | Moritz Kranz  | Kenton Koch     |               |
| 7   | Forty7 Motorsports           | Duqueine M30 - D08 | M          | Gabby Chaves       | Trenton Estep | Mark Kvamme     | Ryan Norman   |
| 33  | Sean Creech Motorsport       | Ligier JS P320     | M          | João Barbosa       | Wayne Boyd    | Yann Clairay    | Lance Willsey |
| 38  | Performance Tech Motorsports | Ligier JS P320     | M          | Cameron Cassels    | Rasmus Lindh  | Mateo Llarena   | Ayrton Ori    |
| 54  | CORE Autosport               | Ligier JS P320     | M          | Jon Bennett        | Colin Braun   | George Kurtz    | Matt McMurry  |
| 74  | Riley Motorsports            | Ligier JS P320     | M          | Scott Andrews      | Oliver Askew  | Spencer Pigot   | Gar Robinson  |
| 91  | Riley Motorsports            | Ligier JS P320     | M          | Jeroen Bleekemolen | Jim Cox       | Austin McCusker | Dylan Murry   |

| No. | Squadra            | Auto                    | Pneumatici | Pilota 1            | Pilota 2           | Pilota 3              | Pilota 4       |
| --- | ------------------ | ----------------------- | ---------- | ------------------- | ------------------ | --------------------- | -------------- |
| 3   | Corvette Racing    | Chevrolet Corvette C8.R | M          | Nicky Catsburg      | Antonio García     | Jordan Taylor         |                |
| 4   | Corvette Racing    | Chevrolet Corvette C8.R | M          | Tommy Milner        | Alexander Sims     | Nick Tandy            |                |
| 24  | BMW Team RLL       | BMW M8 GTE              | M          | John Edwards        | Augusto Farfus Jr. | Jesse Krohn           | Marco Wittmann |
| 25  | BMW Team RLL       | BMW M8 GTE              | M          | Connor De Phillippi | Philipp Eng        | Timo Glock            | Bruno Spengler |
| 62  | Risi Competizione  | Ferrari 488 GTE Evo     | M          | James Calado        | Jules Gounon       | Alessandro Pier Guidi | Davide Rigon   |
| 79  | WeatherTech Racing | Porsche 911 RSR-19      | M          | Gianmaria Bruni     | Kévin Estre        | Richard Lietz         | Cooper MacNeil |

| No. | Squadra                                  | Auto                         | Pneumatici | Pilota 1          | Pilota 2             | Pilota 3           | Pilota 4          |
| --- | ---------------------------------------- | ---------------------------- | ---------- | ----------------- | -------------------- | ------------------ | ----------------- |
| 1   | Paul Miller Racing                       | Lamborghini Huracán GT3 Evo  | M          | Andrea Caldarelli | Corey Lewis          | Madison Snow       | Bryan Sellers     |
| 9   | Pfaff Motorsports                        | Porsche 911 GT3 R            | M          | Matt Campbell     | Lars Kern            | Zacharie Robichon  | Laurens Vanthoor  |
| 12  | Vasser Sullivan Racing                   | Lexus RC F GT3               | M          | Townsend Bell     | Robert Megennis      | Frankie Montecalvo | Zach Veach        |
| 14  | Vasser Sullivan Racing                   | Lexus RC F GT3               | M          | Oliver Gavin      | Jack Hawksworth      | Kyle Kirkwood      | Aaron Telitz      |
| 16  | Wright Motorsports                       | Porsche 911 GT3 R            | M          | Klaus Bachler     | Trent Hindman        | Jan Heylen         | Patrick Long      |
| 19  | GRT Grasser Racing Team                  | Lamborghini Huracán GT3 Evo  | M          | Albert Costa      | Misha Goikhberg      | Franck Perera      | Tim Zimmermann    |
| 111 | GRT Grasser Racing Team                  | Lamborghini Huracán GT3 Evo  | M          | Mirko Bortolotti  | Rolf Ineichen        | Marco Mapelli      | Steijn Schothorst |
| 21  | AF Corse                                 | Ferrari 488 GT3 Evo 2020     | M          | Matteo Cressoni   | Simon Mann           | Nicklas Nielsen    | Daniel Serra      |
| 23  | Heart of Racing Team                     | Aston Martin Vantage AMR GT3 | M          | Roman De Angelis  | Ross Gunn            | Ian James          | Darren Turner     |
| 42  | NTE Sport                                | Audi R8 LMS Evo              | M          | Andrew Davis      | J. R. Hildebrand Jr. | Alan Metni         | Don Yount         |
| 44  | Magnus Racing with Archangel Motorsports | Acura NSX GT3 Evo            | M          | Mario Farnbacher  | Andy Lally           | John Potter        | Spencer Pumpelly  |
| 57  | HTP Winward Motorsport                   | Mercedes-AMG GT3 Evo         | M          | Indy Dontje       | Philip Ellis         | Maro Engel         | Russell Ward      |
| 63  | Scuderia Corsa                           | Ferrari 488 GT3 Evo 2020     | M          | Ryan Briscoe      | Bret Curtis          | Marcos Gomes       | Ed Jones          |
| 64  | Team TGM                                 | Porsche 911 GT3 R            | M          | Ted Giovanis      | Hugh Plumb           | Matt Plumb         | Owen Trinkler     |
| 75  | SunEnergy1 Racing                        | Mercedes-AMG GT3 Evo         | M          | Mikaël Grenier    | Kenny Habul          | Raffaele Marciello | Luca Stolz        |
| 88  | Team Hardpoint EBM                       | Porsche 911 GT3 R            | M          | Earl Bamber       | Rob Ferriol          | Katherine Legge    | Christina Nielsen |
| 96  | Turner Motorsport                        | BMW M6 GT3                   | M          | Bill Auberlen     | Robby Foley          | Colton Herta       | Aidan Read        |
| 97  | TF Sport                                 | Aston Martin Vantage AMR GT3 | M          | Charlie Eastwood  | Ben Keating          | Max Root           | Richard Westbrook |

## Motul Pole Award 100
Il 24 gennaio si è tenuto il Motul Pole Award 100: è una gara di qualificazione che assegna i punti qualificanti e determina la formazione di partenza per la 24 Ore di Daytona.

### Risultati
I vincitori di classe sono indicati in grassetto.
| Pos                 | Classe | N°  | Team                                      | Piloti                                      | Telaio                          | Gomme | Giri |
| Pos                 | Classe | N°  | Team                                      | Piloti                                      | Motore                          | Gomme | Giri |
| ------------------- | ------ | --- | ----------------------------------------- | ------------------------------------------- | ------------------------------- | ----- | ---- |
| 1                   | DPi    | 31  | Whelen Engineering Racing                 | Luís Felipe Derani Felipe Nasr              | Cadillac DPi-V.R                | M     | 51   |
| 1                   | DPi    | 31  | Whelen Engineering Racing                 | Luís Felipe Derani Felipe Nasr              | Cadillac 5.5L V8                | M     | 51   |
| 2                   | DPi    | 55  | Mazda Motorsports                         | Oliver Jarvis Harry Tincknell               | Mazda RT24-P                    | M     | 51   |
| 2                   | DPi    | 55  | Mazda Motorsports                         | Oliver Jarvis Harry Tincknell               | Mazda MZ-2.0T 2.0L Turbo I4     | M     | 51   |
| 3                   | DPi    | 5   | Mustang Sampling / JDC-Miller Motorsports | Loïc Duval Tristan Vautier                  | Cadillac DPi-V.R                | M     | 51   |
| 3                   | DPi    | 5   | Mustang Sampling / JDC-Miller Motorsports | Loïc Duval Tristan Vautier                  | Cadillac 5.5L V8                | M     | 51   |
| 4                   | DPi    | 60  | Meyer Shank Racing w/ Curb-Agajanian      | Dane Cameron Olivier Pla Juan Pablo Montoya | Acura ARX-05                    | M     | 51   |
| 4                   | DPi    | 60  | Meyer Shank Racing w/ Curb-Agajanian      | Dane Cameron Olivier Pla Juan Pablo Montoya | Acura AR35TT 3.5L Turbo V6      | M     | 51   |
| 5                   | DPi    | 10  | Konica Minolta Acura ARX-05               | Filipe Albuquerque Ricky Taylor             | Acura ARX-05                    | M     | 51   |
| 5                   | DPi    | 10  | Konica Minolta Acura ARX-05               | Filipe Albuquerque Ricky Taylor             | Acura AR35TT 3.5L Turbo V6      | M     | 51   |
| 6                   | DPi    | 48  | Ally Cadillac Racing                      | Jimmie Johnson Kamui Kobayashi              | Cadillac DPi-V.R                | M     | 51   |
| 6                   | DPi    | 48  | Ally Cadillac Racing                      | Jimmie Johnson Kamui Kobayashi              | Cadillac 5.5L V8                | M     | 51   |
| 7                   | DPi    | 01  | Cadillac Chip Ganassi Racing              | Kevin Magnussen Renger van der Zande        | Cadillac DPi-V.R                | M     | 51   |
| 7                   | DPi    | 01  | Cadillac Chip Ganassi Racing              | Kevin Magnussen Renger van der Zande        | Cadillac 5.5L V8                | M     | 51   |
| 8                   | LMP2   | 52  | PR1 Mathiasen Motorsports                 | Mikkel Jensen Ben Keating                   | Oreca 07                        | M     | 51   |
| 8                   | LMP2   | 52  | PR1 Mathiasen Motorsports                 | Mikkel Jensen Ben Keating                   | Gibson Technology GK428 4.2L V8 | M     | 51   |
| 9                   | LMP2   | 20  | High Class Racing                         | Dennis Andersen Ferdinand von Habsburg      | Oreca 07                        | M     | 50   |
| 9                   | LMP2   | 20  | High Class Racing                         | Dennis Andersen Ferdinand von Habsburg      | Gibson Technology GK428 4.2L V8 | M     | 50   |
| 10                  | LMP2   | 8   | Tower Motorsport                          | Gabriel Aubry John Farano                   | Oreca 07                        | M     | 50   |
| 10                  | LMP2   | 8   | Tower Motorsport                          | Gabriel Aubry John Farano                   | Gibson Technology GK428 4.2L V8 | M     | 50   |
| 11                  | LMP2   | 29  | Racing Team Nederland                     | Frits van Eerd Giedo van der Garde          | Oreca 07                        | M     | 50   |
| 11                  | LMP2   | 29  | Racing Team Nederland                     | Frits van Eerd Giedo van der Garde          | Gibson Technology GK428 4.2L V8 | M     | 50   |
| 12                  | LMP2   | 81  | DragonSpeed USA LLC                       | Garett Grist Rob Hodes                      | Oreca 07                        | M     | 50   |
| 12                  | LMP2   | 81  | DragonSpeed USA LLC                       | Garett Grist Rob Hodes                      | Gibson Technology GK428 4.2L V8 | M     | 50   |
| 13                  | LMP2   | 47  | Cetilar Racing                            | Antonio Fuoco Roberto Lacorte               | Dallara P217                    | M     | 50   |
| 13                  | LMP2   | 47  | Cetilar Racing                            | Antonio Fuoco Roberto Lacorte               | Gibson Technology GK428 4.2L V8 | M     | 50   |
| 14                  | LMP2   | 18  | Era Motorsport                            | Paul-Loup Chatin Dwight Merriman            | Oreca 07                        | M     | 49   |
| 14                  | LMP2   | 18  | Era Motorsport                            | Paul-Loup Chatin Dwight Merriman            | Gibson Technology GK428 4.2L V8 | M     | 49   |
| 15                  | LMP2   | 51  | RWR-Eurasia                               | Cody Ware Salih Yoluç                       | Ligier JS P217                  | M     | 49   |
| 15                  | LMP2   | 51  | RWR-Eurasia                               | Cody Ware Salih Yoluç                       | Gibson Technology GK428 4.2L V8 | M     | 49   |
| 16                  | GTLM   | 4   | Corvette Racing                           | Alexander Sims Nick Tandy                   | Chevrolet Corvette C8.R         | M     | 49   |
| 16                  | GTLM   | 4   | Corvette Racing                           | Alexander Sims Nick Tandy                   | Chevrolet 5.5L V8               | M     | 49   |
| 17                  | GTLM   | 3   | Corvette Racing                           | Nicky Catsburg Jordan Taylor                | Chevrolet Corvette C8.R         | M     | 49   |
| 17                  | GTLM   | 3   | Corvette Racing                           | Nicky Catsburg Jordan Taylor                | Chevrolet 5.5L V8               | M     | 49   |
| 18                  | GTLM   | 79  | WeatherTech Racing                        | Kévin Estre Cooper MacNeil                  | Porsche 911 RSR-19              | M     | 49   |
| 18                  | GTLM   | 79  | WeatherTech Racing                        | Kévin Estre Cooper MacNeil                  | Porsche 4.2L Flat-6             | M     | 49   |
| 19                  | LMP2   | 82  | DragonSpeed USA LLC                       | Devlin DeFrancesco Eric Lux                 | Oreca 07                        | M     | 48   |
| 19                  | LMP2   | 82  | DragonSpeed USA LLC                       | Devlin DeFrancesco Eric Lux                 | Gibson Technology GK428 4.2L V8 | M     | 48   |
| 20                  | LMP2   | 11  | WIN Autosport                             | Tristan Nunez Steven Thomas                 | Oreca 07                        | M     | 48   |
| 20                  | LMP2   | 11  | WIN Autosport                             | Tristan Nunez Steven Thomas                 | Gibson Technology GK428 4.2L V8 | M     | 48   |
| 21                  | GTLM   | 62  | Risi Competizione                         | James Calado Alessandro Pier Guidi          | Ferrari 488 GTE Evo             | M     | 48   |
| 21                  | GTLM   | 62  | Risi Competizione                         | James Calado Alessandro Pier Guidi          | Ferrari F154CB 3.9L Turbo V8    | M     | 48   |
| 22                  | GTD    | 96  | Turner Motorsport                         | Bill Auberlen Robby Foley                   | BMW M6 GT3                      | M     | 48   |
| 22                  | GTD    | 96  | Turner Motorsport                         | Bill Auberlen Robby Foley                   | BMW 4.4L Turbo V8               | M     | 48   |
| 23                  | GTD    | 9   | Pfaff Motorsports                         | Zacharie Robichon Laurens Vanthoor          | Porsche 911 GT3 R               | M     | 48   |
| 23                  | GTD    | 9   | Pfaff Motorsports                         | Zacharie Robichon Laurens Vanthoor          | Porsche 4.0L Flat-6             | M     | 48   |
| 24                  | GTD    | 111 | GRT Grasser Racing Team                   | Mirko Bortolotti Rolf Ineichen              | Lamborghini Huracán GT3 Evo     | M     | 48   |
| 24                  | GTD    | 111 | GRT Grasser Racing Team                   | Mirko Bortolotti Rolf Ineichen              | Lamborghini 5.2L V10            | M     | 48   |
| 25                  | GTLM   | 25  | BMW Team RLL                              | Philipp Eng Timo Glock                      | BMW M8 GTE                      | M     | 48   |
| 25                  | GTLM   | 25  | BMW Team RLL                              | Philipp Eng Timo Glock                      | BMW S63 4.0L Turbo V8           | M     | 48   |
| 26                  | GTD    | 14  | Vasser Sullivan                           | Oliver Gavin Aaron Telitz                   | Lexus RC F GT3                  | M     | 48   |
| 26                  | GTD    | 14  | Vasser Sullivan                           | Oliver Gavin Aaron Telitz                   | Lexus 5.4L V8                   | M     | 48   |
| 27                  | LMP3   | 6   | Mühlner Motorsports America               | Laurents Hörr Moritz Kranz                  | Duqueine D-08                   | M     | 48   |
| 27                  | LMP3   | 6   | Mühlner Motorsports America               | Laurents Hörr Moritz Kranz                  | Nissan VK56DE 5.6L V8           | M     | 48   |
| 28                  | GTD    | 57  | HTP Winward Racing                        | Philip Ellis Russell Ward                   | Mercedes-AMG GT3 Evo            | M     | 48   |
| 28                  | GTD    | 57  | HTP Winward Racing                        | Philip Ellis Russell Ward                   | Mercedes-AMG M159 6.2L V8       | M     | 48   |
| 29                  | GTD    | 23  | Heart Of Racing Team                      | Roman De Angelis Ian James                  | Aston Martin Vantage AMR GT3    | M     | 47   |
| 29                  | GTD    | 23  | Heart Of Racing Team                      | Roman De Angelis Ian James                  | Aston Martin 4.0L Turbo V8      | M     | 47   |
| 30                  | LMP3   | 7   | Forty7 Motorsports                        | Mark Kvamme Ryan Norman                     | Duqueine D-08                   | M     | 47   |
| 30                  | LMP3   | 7   | Forty7 Motorsports                        | Mark Kvamme Ryan Norman                     | Nissan VK56DE 5.6L V8           | M     | 47   |
| 31                  | GTLM   | 24  | BMW Team RLL                              | Augusto Farfus Jr. Marco Wittmann           | BMW M8 GTE                      | M     | 47   |
| 31                  | GTLM   | 24  | BMW Team RLL                              | Augusto Farfus Jr. Marco Wittmann           | BMW S63 4.0L Turbo V8           | M     | 47   |
| 32                  | LMP3   | 54  | CORE Autosport                            | Jon Bennett George Kurtz                    | Ligier JS P320                  | M     | 47   |
| 32                  | LMP3   | 54  | CORE Autosport                            | Jon Bennett George Kurtz                    | Nissan VK56DE 5.6L V8           | M     | 47   |
| 33                  | GTD    | 63  | Scuderia Corsa                            | Bret Curtis Ed Jones                        | Ferrari 488 GT3 Evo 2020        | M     | 47   |
| 33                  | GTD    | 63  | Scuderia Corsa                            | Bret Curtis Ed Jones                        | Ferrari F154CB 3.9L Turbo V8    | M     | 47   |
| 34                  | GTD    | 16  | Wright Motorsports                        | Ryan Hardwick Patrick Long                  | Porsche 911 GT3 R               | M     | 47   |
| 34                  | GTD    | 16  | Wright Motorsports                        | Ryan Hardwick Patrick Long                  | Porsche 4.0L Flat-6             | M     | 47   |
| 35                  | GTD    | 12  | Vasser Sullivan                           | Robert Megennis Zach Veach                  | Lexus RC F GT3                  | M     | 46   |
| 35                  | GTD    | 12  | Vasser Sullivan                           | Robert Megennis Zach Veach                  | Lexus 5.4L V8                   | M     | 46   |
| 36                  | GTD    | 75  | SunEnergy1                                | Kenny Habul Raffaele Marciello              | Mercedes-AMG GT3 Evo            | M     | 46   |
| 36                  | GTD    | 75  | SunEnergy1                                | Kenny Habul Raffaele Marciello              | Mercedes-AMG M159 6.2L V8       | M     | 46   |
| 37                  | GTD    | 44  | Magnus Racing with Archangel Motorsports  | Andy Lally John Potter                      | Acura NSX GT3 Evo               | M     | 45   |
| 37                  | GTD    | 44  | Magnus Racing with Archangel Motorsports  | Andy Lally John Potter                      | Acura 3.5L Turbo V6             | M     | 45   |
| 38                  | GTD    | 97  | TF Sport                                  | Charlie Eastwood Max Root                   | Aston Martin Vantage AMR GT3    | M     | 45   |
| 38                  | GTD    | 97  | TF Sport                                  | Charlie Eastwood Max Root                   | Aston Martin 4.0L Turbo V8      | M     | 45   |
| 39                  | GTD    | 88  | Team Hardpoint EBM                        | Earl Bamber Christina Nielsen               | Porsche 911 GT3 R               | M     | 45   |
| 39                  | GTD    | 88  | Team Hardpoint EBM                        | Earl Bamber Christina Nielsen               | Porsche 4.0L Flat-6             | M     | 45   |
| 40                  | GTD    | 28  | Alegra Motorsports                        | Daniel Morad Michael de Quesada             | Mercedes-AMG GT3 Evo            | M     | 45   |
| 40                  | GTD    | 28  | Alegra Motorsports                        | Daniel Morad Michael de Quesada             | Mercedes-AMG M159 6.2L V8       | M     | 45   |
| 41                  | GTD    | 21  | AF Corse                                  | Simon Mann Nicklas Nielsen                  | Ferrari 488 GT3 Evo 2020        | M     | 44   |
| 41                  | GTD    | 21  | AF Corse                                  | Simon Mann Nicklas Nielsen                  | Ferrari F154CB 3.9L Turbo V8    | M     | 44   |
| 42 Rit              | LMP3   | 33  | Sean Creech Motorsport                    | João Barbosa Lance Willsey                  | Ligier JS P320                  | M     | 30   |
| 42 Rit              | LMP3   | 33  | Sean Creech Motorsport                    | João Barbosa Lance Willsey                  | Nissan VK56DE 5.6L V8           | M     | 30   |
| 43 Rit              | GTD    | 42  | NTE Sport                                 | Andrew Davis Alan Metni                     | Audi R8 LMS Evo                 | M     | 18   |
| 43 Rit              | GTD    | 42  | NTE Sport                                 | Andrew Davis Alan Metni                     | Audi BXA 5.2L V10               | M     | 18   |
| 44 Rit              | LMP3   | 38  | Performance Tech Motorsports              | Cameron Cassels Rasmus Lindh                | Ligier JS P320                  | M     | 13   |
| 44 Rit              | LMP3   | 38  | Performance Tech Motorsports              | Cameron Cassels Rasmus Lindh                | Nissan VK56DE 5.6L V8           | M     | 13   |
| 45 Rit              | LMP3   | 91  | Riley Motorsports                         | Jim Cox Dylan Murry                         | Ligier JS P320                  | M     | 8    |
| 45 Rit              | LMP3   | 91  | Riley Motorsports                         | Jim Cox Dylan Murry                         | Nissan VK56DE 5.6L V8           | M     | 8    |
| 46 Rit              | GTD    | 1   | Paul Miller Racing                        | Madison Snow Dylan Murry                    | Lamborghini Huracán GT3 Evo     | M     | 2    |
| 46 Rit              | GTD    | 1   | Paul Miller Racing                        | Madison Snow Dylan Murry                    | Lamborghini 5.2L V10            | M     | 2    |
| 47†                 | GTD    | 19  | GRT Grasser Racing Team                   | Misha Goikhberg Franck Perera               | Lamborghini Huracán GT3 Evo     | M     | 48   |
| 47†                 | GTD    | 19  | GRT Grasser Racing Team                   | Misha Goikhberg Franck Perera               | Lamborghini 5.2L V10            | M     | 48   |
| NP                  | LMP3   | 74  | Riley Motorsports                         | Spencer Pigot Gar Robinson                  | Ligier JS P320                  | M     | 0    |
| NP                  | LMP3   | 74  | Riley Motorsports                         | Spencer Pigot Gar Robinson                  | Nissan VK56DE 5.6L V8           | M     | 0    |
| NP                  | GTD    | 64  | Team TGM                                  | Ted Giovanis Owen Trinkler                  | Porsche 911 GT3 R               | M     | 0    |
| NP                  | GTD    | 64  | Team TGM                                  | Ted Giovanis Owen Trinkler                  | Porsche 4.0L Flat-6             | M     | 0    |
| Risultati ufficiali |        |     |                                           |                                             |                                 |       |      |

†: Penalità post-evento. Spostato in fondo alla classe.

## Gara

### Risultati
I vincitori di classe sono indicati in grassetto.
| Pos                 | Classe | N°  | Team                                     | Piloti                                                                | Telaio                       | Gomme | Giri |
| Pos                 | Classe | N°  | Team                                     | Piloti                                                                | Motore                       | Gomme | Giri |
| ------------------- | ------ | --- | ---------------------------------------- | --------------------------------------------------------------------- | ---------------------------- | ----- | ---- |
| 1                   | DPi    | 10  | Konica Minolta Acura ARX-05              | Filipe Albuquerque Hélio Castroneves Alexander Rossi Ricky Taylor     | Acura ARX-05                 | M     | 807  |
| 1                   | DPi    | 10  | Konica Minolta Acura ARX-05              | Filipe Albuquerque Hélio Castroneves Alexander Rossi Ricky Taylor     | Acura AR35TT 3.5L Turbo V6   | M     | 807  |
| 2                   | DPi    | 48  | Ally Cadillac Racing                     | Jimmie Johnson Kamui Kobayashi Simon Pagenaud Mike Rockenfeller       | Cadillac DPi-V.R             | M     | 807  |
| 2                   | DPi    | 48  | Ally Cadillac Racing                     | Jimmie Johnson Kamui Kobayashi Simon Pagenaud Mike Rockenfeller       | Cadillac 5.5L V8             | M     | 807  |
| 3                   | DPi    | 55  | Mazda Motorsports                        | Jonathan Bomarito Oliver Jarvis Harry Tincknell                       | Mazda RT24-P                 | M     | 807  |
| 3                   | DPi    | 55  | Mazda Motorsports                        | Jonathan Bomarito Oliver Jarvis Harry Tincknell                       | Mazda MZ-2.0T 2.0L Turbo I4  | M     | 807  |
| 4                   | DPi    | 60  | Meyer Shank Racing w/ Curb-Agajanian     | A.J. Allmendinger Dane Cameron Juan Pablo Montoya Olivier Pla         | Acura ARX-05                 | M     | 807  |
| 4                   | DPi    | 60  | Meyer Shank Racing w/ Curb-Agajanian     | A.J. Allmendinger Dane Cameron Juan Pablo Montoya Olivier Pla         | Acura AR35TT 3.5L Turbo V6   | M     | 807  |
| 5                   | DPi    | 01  | Cadillac Chip Ganassi Racing             | Scott Dixon Kevin Magnussen Renger van der Zande                      | Cadillac DPi-V.R             | M     | 807  |
| 5                   | DPi    | 01  | Cadillac Chip Ganassi Racing             | Scott Dixon Kevin Magnussen Renger van der Zande                      | Cadillac 5.5L V8             | M     | 807  |
| 6                   | LMP2   | 18  | Era Motorsport                           | Paul-Loup Chatin Ryan Dalziel Dwight Merriman Kyle Tilley             | Oreca 07                     | M     | 787  |
| 6                   | LMP2   | 18  | Era Motorsport                           | Paul-Loup Chatin Ryan Dalziel Dwight Merriman Kyle Tilley             | Gibson Technology GK428 V8   | M     | 787  |
| 7                   | LMP2   | 8   | Tower Motorsports by Starworks           | Gabriel Aubry Timothé Buret John Farano Matthieu Vaxivière            | Oreca 07                     | M     | 787  |
| 7                   | LMP2   | 8   | Tower Motorsports by Starworks           | Gabriel Aubry Timothé Buret John Farano Matthieu Vaxivière            | Gibson Technology GK428 V8   | M     | 787  |
| 8                   | DPi    | 31  | Whelen Engineering Racing                | Mike Conway Luís Felipe Derani Chase Elliott II Felipe Nasr           | Cadillac DPi-V.R             | M     | 783  |
| 8                   | DPi    | 31  | Whelen Engineering Racing                | Mike Conway Luís Felipe Derani Chase Elliott II Felipe Nasr           | Cadillac 5.5L V8             | M     | 783  |
| 9                   | LMP2   | 82  | DragonSpeed USA LLC                      | Devlin DeFrancesco Eric Lux Christopher Mies Fabian Schiller          | Oreca 07                     | M     | 783  |
| 9                   | LMP2   | 82  | DragonSpeed USA LLC                      | Devlin DeFrancesco Eric Lux Christopher Mies Fabian Schiller          | Gibson Technology GK428 V8   | M     | 783  |
| 10                  | LMP2   | 51  | RWR-Eurasia                              | Austin Dillon Sven Müller Cody Ware Salih Yoluç                       | Ligier JS P217               | M     | 778  |
| 10                  | LMP2   | 51  | RWR-Eurasia                              | Austin Dillon Sven Müller Cody Ware Salih Yoluç                       | Gibson Technology GK428 V8   | M     | 778  |
| 11                  | GTLM   | 3   | Corvette Racing                          | Nicky Catsburg Antonio García Jordan Taylor                           | Chevrolet Corvette C8.R      | M     | 770  |
| 11                  | GTLM   | 3   | Corvette Racing                          | Nicky Catsburg Antonio García Jordan Taylor                           | Chevrolet 5.5L V8            | M     | 770  |
| 12                  | GTLM   | 4   | Corvette Racing                          | Tommy Milner Alexander Sims Nick Tandy                                | Chevrolet Corvette C8.R      | M     | 770  |
| 12                  | GTLM   | 4   | Corvette Racing                          | Tommy Milner Alexander Sims Nick Tandy                                | Chevrolet 5.5L V8            | M     | 770  |
| 13                  | GTLM   | 24  | BMW Team RLL                             | John Edwards Augusto Farfus Jr. Jesse Krohn Marco Wittmann            | BMW M8 GTE                   | M     | 769  |
| 13                  | GTLM   | 24  | BMW Team RLL                             | John Edwards Augusto Farfus Jr. Jesse Krohn Marco Wittmann            | BMW S63 4.0L Turbo V8        | M     | 769  |
| 14                  | GTLM   | 62  | Risi Competizione                        | James Calado Jules Gounon Alessandro Pier Guidi Davide Rigon          | Ferrari 488 GTE Evo          | M     | 769  |
| 14                  | GTLM   | 62  | Risi Competizione                        | James Calado Jules Gounon Alessandro Pier Guidi Davide Rigon          | Ferrari F154CB 3.9L Turbo V8 | M     | 769  |
| 15                  | GTLM   | 25  | BMW Team RLL                             | Philipp Eng Timo Glock Connor De Phillippi Bruno Spengler             | BMW M8 GTE                   | M     | 768  |
| 15                  | GTLM   | 25  | BMW Team RLL                             | Philipp Eng Timo Glock Connor De Phillippi Bruno Spengler             | BMW S63 4.0L Turbo V8        | M     | 768  |
| 16                  | LMP2   | 11  | WIN Autosport                            | Matthew Bell Thomas Merrill Tristan Nunez Steven Thomas               | Oreca 07                     | M     | 764  |
| 16                  | LMP2   | 11  | WIN Autosport                            | Matthew Bell Thomas Merrill Tristan Nunez Steven Thomas               | Gibson Technology GK428 V8   | M     | 764  |
| 17                  | GTLM   | 79  | WeatherTech Racing                       | Gianmaria Bruni Kévin Estre Richard Lietz Cooper MacNeil              | Porsche 911 RSR-19           | M     | 760  |
| 17                  | GTLM   | 79  | WeatherTech Racing                       | Gianmaria Bruni Kévin Estre Richard Lietz Cooper MacNeil              | Porsche 4.2L Flat-6          | M     | 760  |
| 18                  | LMP3   | 74  | Riley Motorsports                        | Scott Andrews Oliver Askew Spencer Pigot Gar Robinson                 | Ligier JS P320               | M     | 757  |
| 18                  | LMP3   | 74  | Riley Motorsports                        | Scott Andrews Oliver Askew Spencer Pigot Gar Robinson                 | Nissan VK56DE 5.6L V8        | M     | 757  |
| 19                  | LMP3   | 33  | Sean Creech Motorsport                   | João Barbosa Wayne Boyd Yann Clairay Lance Willsey                    | Ligier JS P320               | M     | 754  |
| 19                  | LMP3   | 33  | Sean Creech Motorsport                   | João Barbosa Wayne Boyd Yann Clairay Lance Willsey                    | Nissan VK56DE 5.6L V8        | M     | 754  |
| 20                  | LMP3   | 6   | Mühlner Motorsport America               | Laurents Hörr Kenton Koch Mortiz Kranz Stevan McAleer                 | Duqueine M30 - D08           | M     | 750  |
| 20                  | LMP3   | 6   | Mühlner Motorsport America               | Laurents Hörr Kenton Koch Mortiz Kranz Stevan McAleer                 | Nissan VK56DE 5.6L V8        | M     | 750  |
| 21                  | LMP3   | 91  | Riley Motorsports                        | Jeroen Bleekemolen Jim Cox Austin McCusker Dylan Murry                | Ligier JS P320               | M     | 746  |
| 21                  | LMP3   | 91  | Riley Motorsports                        | Jeroen Bleekemolen Jim Cox Austin McCusker Dylan Murry                | Nissan VK56DE 5.6L V8        | M     | 746  |
| 22                  | GTD    | 57  | HTP Winward Racing                       | Indy Dontje Philip Ellis Maro Engel Russell Ward                      | Mercedes-AMG GT3 Evo         | M     | 745  |
| 22                  | GTD    | 57  | HTP Winward Racing                       | Indy Dontje Philip Ellis Maro Engel Russell Ward                      | Mercedes-AMG M159 6.2L V8    | M     | 745  |
| 23                  | GTD    | 75  | SunEnergy1 Racing                        | Mikaël Grenier Kenny Habul Raffaele Marciello Luca Stolz              | Mercedes-AMG GT3 Evo         | M     | 745  |
| 23                  | GTD    | 75  | SunEnergy1 Racing                        | Mikaël Grenier Kenny Habul Raffaele Marciello Luca Stolz              | Mercedes-AMG M159 6.2L V8    | M     | 745  |
| 24                  | GTD    | 1   | Paul Miller Racing                       | Andrea Caldarelli Corey Lewis Bryan Sellers Madison Snow              | Lamborghini Huracán GT3 Evo  | M     | 745  |
| 24                  | GTD    | 1   | Paul Miller Racing                       | Andrea Caldarelli Corey Lewis Bryan Sellers Madison Snow              | Lamborghini 5.2L V10         | M     | 745  |
| 25                  | GTD    | 16  | Wright Motorsports                       | Klaus Bachler Jan Heylen Trent Hindman Patrick Long                   | Porsche 911 GT3 R            | M     | 745  |
| 25                  | GTD    | 16  | Wright Motorsports                       | Klaus Bachler Jan Heylen Trent Hindman Patrick Long                   | Porsche 4.0L Flat-6          | M     | 745  |
| 26                  | GTD    | 23  | Heart Of Racing Team                     | Roman De Angelis Ross Gunn Ian James Darren Turner                    | Aston Martin Vantage AMR GT3 | M     | 745  |
| 26                  | GTD    | 23  | Heart Of Racing Team                     | Roman De Angelis Ross Gunn Ian James Darren Turner                    | Aston Martin 4.0L Turbo V8   | M     | 745  |
| 27                  | GTD    | 96  | Turner Motorsport                        | Bill Auberlen Robby Foley Colton Herta Aidan Read                     | BMW M6 GT3                   | M     | 744  |
| 27                  | GTD    | 96  | Turner Motorsport                        | Bill Auberlen Robby Foley Colton Herta Aidan Read                     | BMW 4.4L Turbo V8            | M     | 744  |
| 28                  | GTD    | 97  | TF Sport                                 | Charlie Eastwood Ben Keating Max Root Richard Westbrook               | Aston Martin Vantage AMR GT3 | M     | 744  |
| 28                  | GTD    | 97  | TF Sport                                 | Charlie Eastwood Ben Keating Max Root Richard Westbrook               | Aston Martin 4.0L Turbo V8   | M     | 744  |
| 29                  | GTD    | 21  | AF Corse                                 | Matteo Cressoni Simon Mann Nicklas Nielsen Daniel Serra               | Ferrari 488 GT3 Evo 2020     | M     | 743  |
| 29                  | GTD    | 21  | AF Corse                                 | Matteo Cressoni Simon Mann Nicklas Nielsen Daniel Serra               | Ferrari F154CB 3.9L Turbo V8 | M     | 743  |
| 30                  | GTD    | 28  | Alegra Motorsports                       | Maximilian Buhk Billy Johnson Daniel Morad Mike Skeen                 | Mercedes-AMG GT3 Evo         | M     | 741  |
| 30                  | GTD    | 28  | Alegra Motorsports                       | Maximilian Buhk Billy Johnson Daniel Morad Mike Skeen                 | Mercedes-AMG M159 6.2L V8    | M     | 741  |
| 31                  | LMP3   | 54  | CORE Autosport                           | Jon Bennett Colin Braun George Kurtz Matt McMurry                     | Ligier JS P320               | M     | 737  |
| 31                  | LMP3   | 54  | CORE Autosport                           | Jon Bennett Colin Braun George Kurtz Matt McMurry                     | Nissan VK56DE 5.6L V8        | M     | 737  |
| 32                  | GTD    | 88  | Team Hardpoint EBM                       | Earl Bamber Rob Ferriol Katherine Legge Christina Nielsen             | Porsche 911 GT3 R            | M     | 737  |
| 32                  | GTD    | 88  | Team Hardpoint EBM                       | Earl Bamber Rob Ferriol Katherine Legge Christina Nielsen             | Porsche 4.0L Flat-6          | M     | 737  |
| 33                  | GTD    | 44  | Magnus Racing with Archangel Motorsports | Mario Farnbacher Andy Lally John Potter Spencer Pumpelly              | Acura NSX GT3 Evo            | M     | 736  |
| 33                  | GTD    | 44  | Magnus Racing with Archangel Motorsports | Mario Farnbacher Andy Lally John Potter Spencer Pumpelly              | Acura 3.5L Turbo V6          | M     | 736  |
| 34 ABD              | DPi    | 5   | JDC-Mustang Sampling Racing              | Sébastien Bourdais Loïc Duval Tristan Vautier                         | Cadillac DPi-V.R             | M     | 723  |
| 34 ABD              | DPi    | 5   | JDC-Mustang Sampling Racing              | Sébastien Bourdais Loïc Duval Tristan Vautier                         | Cadillac 5.5L V8             | M     | 723  |
| 35                  | LMP2   | 47  | Cetilar Racing                           | Andrea Belicchi Antonio Fuoco Roberto Lacorte Giorgio Sernagiotto     | Dallara P217                 | M     | 710  |
| 35                  | LMP2   | 47  | Cetilar Racing                           | Andrea Belicchi Antonio Fuoco Roberto Lacorte Giorgio Sernagiotto     | Gibson Technology GK428 V8   | M     | 710  |
| 36                  | GTD    | 9   | Pfaff Motorsports                        | Matt Campbell Lars Kern Zacharie Robichon Laurens Vanthoor            | Porsche 911 GT3 R            | M     | 702  |
| 36                  | GTD    | 9   | Pfaff Motorsports                        | Matt Campbell Lars Kern Zacharie Robichon Laurens Vanthoor            | Porsche 4.0L Flat-6          | M     | 702  |
| 37                  | LMP3   | 38  | Performance Tech Motorsports             | Cameron Cassels Rasmus Lindh Mateo Llarena Ayrton Ori                 | Ligier JS P320               | M     | 687  |
| 37                  | LMP3   | 38  | Performance Tech Motorsports             | Cameron Cassels Rasmus Lindh Mateo Llarena Ayrton Ori                 | Nissan VK56DE 5.6L V8        | M     | 687  |
| 38                  | GTD    | 12  | Vasser Sullivan Racing                   | Townsend Bell Robert Megennis Frankie Montecalvo Zach Veach           | Lexus RC F GT3               | M     | 681  |
| 38                  | GTD    | 12  | Vasser Sullivan Racing                   | Townsend Bell Robert Megennis Frankie Montecalvo Zach Veach           | Lexus 5.4L V8                | M     | 681  |
| 39 Rit              | GTD    | 63  | Scuderia Corsa                           | Ryan Briscoe Bret Curtis Marcos Gomes Ed Jones                        | Ferrari 488 GT3 Evo 2020     | M     | 676  |
| 39 Rit              | GTD    | 63  | Scuderia Corsa                           | Ryan Briscoe Bret Curtis Marcos Gomes Ed Jones                        | Ferrari F154CB 3.9L Turbo V8 | M     | 676  |
| 40 Rit              | GTD    | 42  | NTE Sport                                | Andrew Davis J.R. Hildebrand Jr. Alan Metni Don Yount                 | Audi R8 LMS Evo              | M     | 665  |
| 40 Rit              | GTD    | 42  | NTE Sport                                | Andrew Davis J.R. Hildebrand Jr. Alan Metni Don Yount                 | Audi BXA 5.2L V10            | M     | 665  |
| 41 Rit              | LMP2   | 52  | PR1/Mathiasen Motorsports                | Scott Huffaker Mikkel Jensen Ben Keating Nicolas Lapierre             | Oreca 07                     | M     | 664  |
| 41 Rit              | LMP2   | 52  | PR1/Mathiasen Motorsports                | Scott Huffaker Mikkel Jensen Ben Keating Nicolas Lapierre             | Gibson Technology GK428 V8   | M     | 664  |
| 42 Rit              | GTD    | 14  | Vasser Sullivan Racing                   | Oliver Gavin Jack Hawksworth Kyle Kirkwood Aaron Telitz               | Lexus RC F GT3               | M     | 641  |
| 42 Rit              | GTD    | 14  | Vasser Sullivan Racing                   | Oliver Gavin Jack Hawksworth Kyle Kirkwood Aaron Telitz               | Lexus 5.4L V8                | M     | 641  |
| 43 Rit              | GTD    | 64  | Team TGM                                 | Ted Giovanis Hugh Plumb Matt Plumb Owen Trinkler                      | Porsche 911 GT3 R            | M     | 515  |
| 43 Rit              | GTD    | 64  | Team TGM                                 | Ted Giovanis Hugh Plumb Matt Plumb Owen Trinkler                      | Porsche 4.0L Flat-6          | M     | 515  |
| 44 Rit              | LMP3   | 7   | Forty7 Motorsports                       | Gabby Chaves Trenton Estep Mark Kvamme Ryan Norman                    | Duqueine M30 - D-08          | M     | 413  |
| 44 Rit              | LMP3   | 7   | Forty7 Motorsports                       | Gabby Chaves Trenton Estep Mark Kvamme Ryan Norman                    | Nissan VK56DE 5.6L V8        | M     | 413  |
| 45 Rit              | GTD    | 111 | GRT Grasser Racing Team                  | Mirko Bortolotti Rolf Ineichen Marco Mapelli Steijn Schothorst        | Lamborghini Huracán GT3 Evo  | M     | 347  |
| 45 Rit              | GTD    | 111 | GRT Grasser Racing Team                  | Mirko Bortolotti Rolf Ineichen Marco Mapelli Steijn Schothorst        | Lamborghini 5.2L V10         | M     | 347  |
| 46 Rit              | GTD    | 19  | GRT Grasser Racing Team                  | Albert Costa Misha Goikhberg Franck Perera Tim Zimmermann             | Lamborghini Huracán GT3 Evo  | M     | 195  |
| 46 Rit              | GTD    | 19  | GRT Grasser Racing Team                  | Albert Costa Misha Goikhberg Franck Perera Tim Zimmermann             | Lamborghini 5.2L V10         | M     | 195  |
| 47 Rit              | LMP2   | 29  | Racing Team Nederland                    | Frits van Eerd Giedo van der Garde Charles Milesi Job van Uitert      | Oreca 07                     | M     | 64   |
| 47 Rit              | LMP2   | 29  | Racing Team Nederland                    | Frits van Eerd Giedo van der Garde Charles Milesi Job van Uitert      | Gibson Technology GK428 V10  | M     | 64   |
| 48 Rit              | LMP2   | 20  | High Class Racing                        | Dennis Andersen Anders Fjordbach Ferdinand von Habsburg Robert Kubica | Oreca 07                     | M     | 56   |
| 48 Rit              | LMP2   | 20  | High Class Racing                        | Dennis Andersen Anders Fjordbach Ferdinand von Habsburg Robert Kubica | Gibson Technology GK428 V10  | M     | 56   |
| 49 Rit              | LMP2   | 81  | DragonSpeed USA LLC                      | Garett Grist Ben Hanley Rob Hodes Rinus VeeKay                        | Oreca 07                     | M     | 53   |
| 49 Rit              | LMP2   | 81  | DragonSpeed USA LLC                      | Garett Grist Ben Hanley Rob Hodes Rinus VeeKay                        | Gibson Technology GK428 V10  | M     | 53   |
| Risultati ufficiali |        |     |                                          |                                                                       |                              |       |      |